# Dwór w Gorazdowie
Dwór w Gorazdowie – dwór znajdujący się we wsi Gorazdowo w powiecie wrzesińskim.
Dwukondygnacyjny obiekt został zbudowany w końcu XVIII lub początku XIX wieku. Nakryty jest dachem łamanym i posiada obszerną wystawkę dachową na osi. Wejście główne przez ganek wsparty na dwóch parach kolumn. Nad wejściem taras. W architekturze dworu dają o sobie znać echa epoki saskiej. Majątek (w 1926 – 1014 hektarów) był własnością Rekowskich i Żychlińskich (ci drudzy zarządzali tam do wybuchu II wojny światowej).

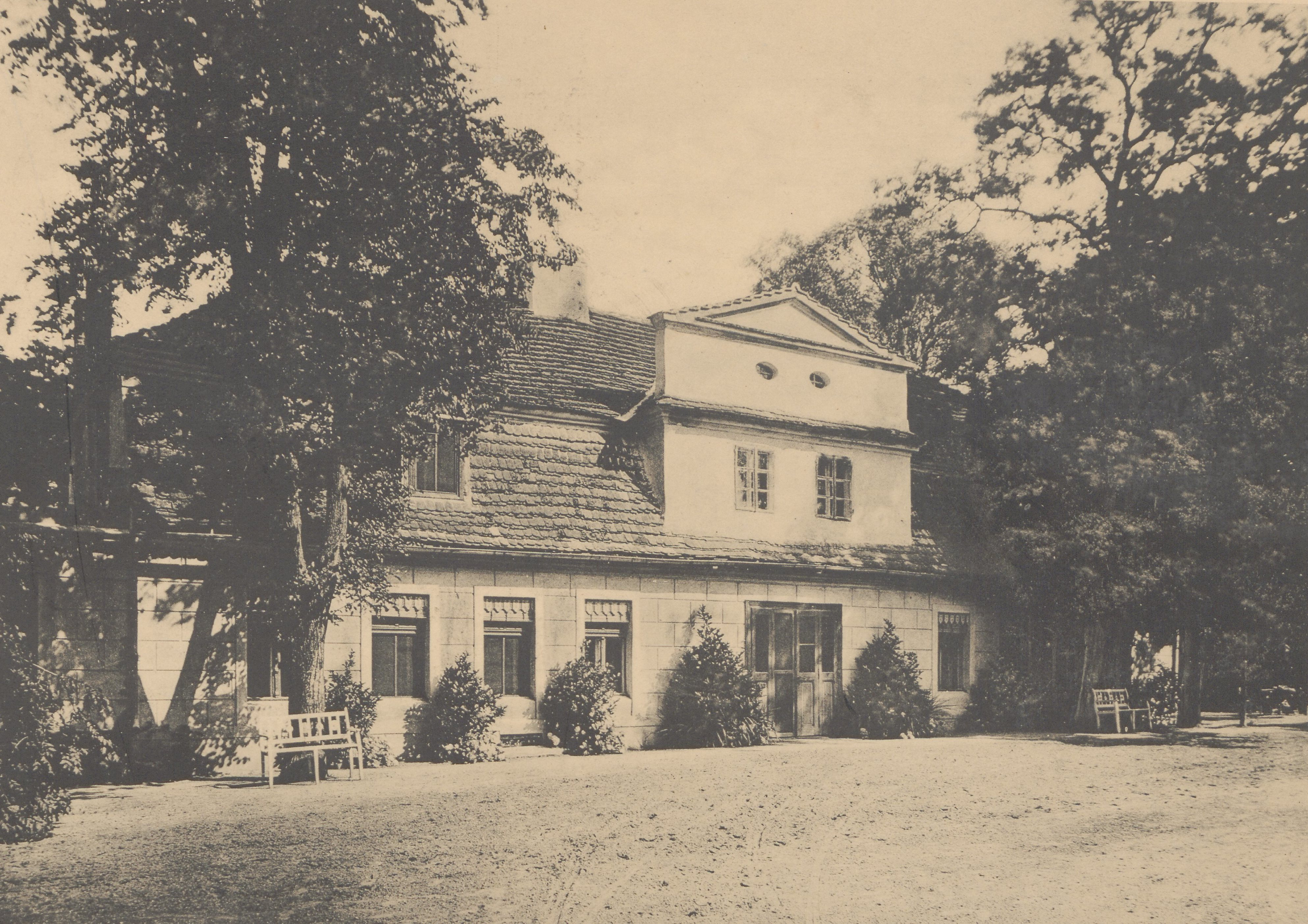
Widok dworu przed 1912